# 津波注意報
津波注意報（つなみちゅういほう）とは、地震の発生により気象庁から発表される津波に関する注意報で、20cm以上1m以下の津波が予想される場合（発表基準）において、予想される津波の高さ「1m」として発表される。予想される津波の高さが20cm未満であるときは津波注意報ではなく「津波予報（若干の海面変動）」が発表される。

## 概説
気象庁が発表する津波に関する注意報・警報には他に津波警報や大津波警報がある。津波注意報は予想される津波の高さが20cm以上1m以下の津波である場合において予想される津波の高さ「1m」として発表される（M8を超える巨大地震の場合には正確な地震の規模がわかるまで表記されない）。
予想される津波の高さが1mを超える場合には津波注意報ではなく津波警報や大津波警報が発表される。予想される津波の高さが1mを超え3m以下である場合には予想される津波の高さ「3m」として津波警報が発表される（M8を超える巨大地震の場合には正確な地震の規模がわかるまで「高い」と表記される）。さらに予想される津波の高さが3mを超える場合においては大津波警報が発表される（数値で発表される場合、「5m」「10m」「10m超」に区分されるが、M8を超える巨大地震の場合には正確な地震の規模がわかるまで「巨大」と表記される）。
一方、予想される津波の高さが20cm未満であるときは津波注意報ではなく「津波予報（若干の海面変動）」が発表される。
|              | 発表基準         | 予想される津波の高さ | 予想される津波の高さ |
| 数値での発表 | 発表基準         | 巨大地震（M8超）     |                      |
| ------------ | ---------------- | -------------------- | -------------------- |
| 大津波警報   | 10m＜予想高さ    | 10m超                | 巨大                 |
| 大津波警報   | 5m＜予想高さ≦10m | 10m                  | 巨大                 |
| 大津波警報   | 3m＜予想高さ≦5m  | 5m                   | 巨大                 |
| 津波警報     | 1m＜予想高さ≦3m  | 3m                   | 高い                 |
| 津波注意報   | 0.2m≦予想高さ≦1m | 1m                   | （表記しない）       |

津波警報が発表された場合、警報が発表される津波予報区に近い予報区に津波注意報が発表されていることが多い。津波警報が発表された場合には緊急警報放送が行われるが、津波注意報のみの場合は緊急警報放送は行われない。なお、津波注意報解除後に海面変動が継続すると予想される場合にも「津波予報（若干の海面変動）」が発表される。
東北地方太平洋沖地震後の津波警報・津波注意報の改善が行われた2013年3月7日改正まで、津波注意報は高い所で0.5mの津波が予想される場合に発表されていた。なお、2013年3月7日改正までは津波警報も「津波」と「大津波」に区分され、津波警報（津波）は1mまたは2m、津波警報（大津波）は3m以上の津波が予想される場合に発表されていた。このうち「津波警報（大津波）」は一般には「大津波警報」と呼称されていたが、分かりにくいとの指摘もあり、2013年3月7日から気象庁も正式名称として「大津波警報」に変更することとなった。
なお、防災行政上、「発表」と「発令」は明確に区別されており、気象庁は津波警報や津波注意報を「発表」している。内閣府の避難勧告等に関するガイドラインでも、気象庁の津波警報等については「発表」、それに基づく市町村からの避難指示については「発令」としている。

## 発表までの流れ
気象庁が津波注意報（警報も含め）を発表するまでの流れは、まず地震が発生した場合には震源要素（震源地点・深さ・規模）を解析する。その後、シミュレーションソフトを使用して津波の発生の有無などを再現し、高いところで20センチ以上50センチ程度の津波観測が予想される場合には津波予報区と共に注意報として発表する。
なお、シミュレーションソフトでは断層ずれの際のずれ角度については45度と定義している。これは45度以上（急な角度）だと過大評価となり地震で大きな津波が来襲する危険があると判断され、逆にそれ以下（緩やかな角度）だと過小評価となりほとんどの地震で注意報発表レベル以下になる可能性があるためである。なお、断層のずれ角度などについては原則として発生後2時間程度で発表されることがある。
以前に沖縄県石垣島近海を震源とする地震があり、その際に警報が発表された事例がある。しかし、結果として津波は微弱なもののみ観測された。これは、横ずれ断層による地震だったことから実際には津波発生の危険性がないものだった。その後、2009年8月にも同域を震源とする地震があり朝と夜にそれぞれ注意報が発表された事例があるがこれも同様に横ずれ断層だったことにより津波が発生しなかった。なお現在の技術では断層の即時解析は不可能であり、結果として沖合で発生する規模の大きなものはどんなものでも「注意報」以上を発表せざるを得ない状況である。

## 対応
気象庁では、津波注意報が発表された場合のとるべき行動として「海の中にいる人は、ただちに海から上がって、海岸から離れてください」「津波注意報が解除されるまで海に入ったり海岸に近付いたりしないでください」としている。

### 東日本大震災後の検討
2011年12月から2012年1月に気象庁が行った意見募集では、自治体からの意見として「津波注意報の位置づけが分かりにくい」と述べられているのに対して、気象庁は「津波注意報では居住区からの避難は不要であることについて十分周知・啓発に努める」、「津波注意報により居住区域で過大な避難行動がとられることは津波警報への危機感を弱める影響があると考える」との見解を示している。中央防災会議の｢東北地方太平洋沖地震を教訓とした地震･津波対策に関する専門調査会｣では、｢自治体サイドは、防災対応をもう少し緻密につくって、津波注意報では逃げなくてもいいというような広報を考えないといけない｣と指摘されている。また、気象庁の地震津波監視課津波予測モデル開発推進官である尾崎友亮は「津波注意報については少し誤解がある。居住区への避難勧告等ではなく、海に入っている人は海から出る、気をつけてくださいよというアラート」、「津波注意報のたびに避難行動をとると、狼少年的なことにも」と話している。
2012年7月18日に中央防災会議の津波避難対策検討ワーキンググループが取りまとめた報告では、津波注意報について「海水浴等により海岸保全施設等よりも海側にいる人は、津波注意報でも避難する必要がある」と記載されている。防災白書に掲載されている北海道釧路市のハザードマップでは、津波注意報については｢海岸、河口及び川岸から速やかに離れてください｣と記載されている。また、茨城県大洗町の津波避難誘導マップでは、津波注意報で避難が必要なエリアとして、海水浴場「大洗サンビーチ」に隣接した駐車場が指定されている。
実際の対応の事例としては、2011年7月10日に発表された津波注意報では岩手県大槌町や宮城県東松島市で避難指示、その他の各地で避難勧告が発令され、海や河口から離れるだけでなく一部の居住区から避難所や高台への避難も行われた。また、2012年3月14日に発表された津波注意報でも、岩手県大槌町が避難指示、陸前高田市や釜石市など岩手県の5市町村と青森県むつ市・東通村・風間浦村が住民に避難勧告を発令した。

### 沿岸自治体の対応
2016年11月22日に発生した福島県沖地震で津波警報が出された際には、沿岸市町村の対応のばらつきが問題になった。宮城県は2017年10月に津波対策指針を改定し、津波注意報以上で避難指示を発令すると指針を定めた。女川町や南三陸町などの地域防災計画では、津波警報以上が発表されたときは避難指示等が出されることになっているが、担当者からは津波注意報での避難指示はかえって混乱しないか心配する意見もある。また、市域が広大な石巻市の担当者も「避難は重要だがいろいろな影響があり、避難対象地域の決定には根拠となるデータがないと厳しい」としている。また、「風水害も含めて頻繁に避難指示が出ることで、いざというとき避難につながらないことは避けるべき」との意見もある。
2021年3月20日に宮城県沖地震により宮城県沿岸に津波注意報が発表された際も沿岸の自治体での対応は分かれ、9市町が宮城県の津波対策指針に基づき避難指示を発令する一方、石巻市、気仙沼市、南三陸町、女川町は各市町の地域防災計画に沿って注意喚起を行い、東松島市と利府町はそれぞれの判断で避難勧告と注意喚起を実施した。

## 津波フラッグ
2020年6月より、津波注意報以上が発表された場合の海水浴場などにおける視覚的な伝達手段として、津波フラッグが制定された。